# 马克沁机枪

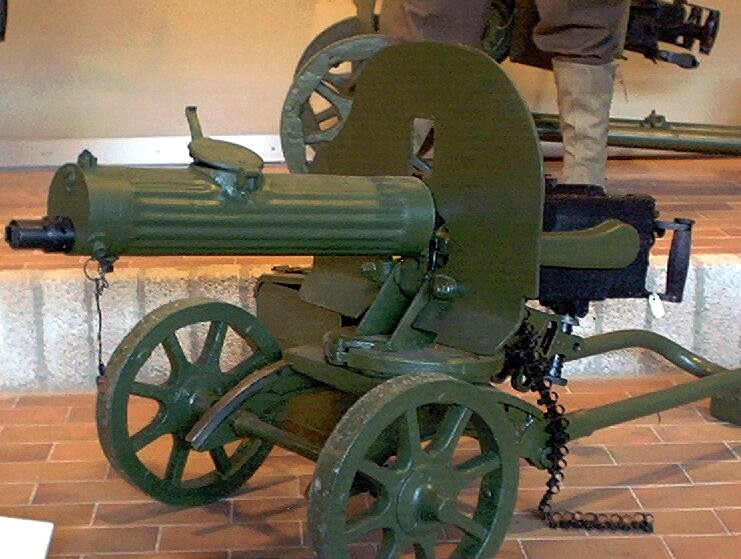
俄國製M1910馬克沁機槍

馬克沁機槍（英語：Maxim gun），是1884年由英國發明家海勒姆·马克沁爵士（Sir Hiram Stevens Maxim）發明的第一種全自動式的機槍，發射.303 British（7.7x56mmR）子彈。

## 歷史

### 開始發展（1883年—1884年）
馬克沁在射擊步槍時肩膀所受到的後座力衝擊而獲得靈感，從而開始研究以後座力來讓自身子彈上膛的自動槍械。
首次關於马克沁机枪的發展由海勒姆·马克沁在1883年6月至7月註冊其專利。原型槍於1884年10月招待客人時首次展示，馬克沁在展示後於1885年成立了馬克沁公司銷售其發明，公司成立的資本由英國鋼鐵鉅子愛德華·維克斯的兒子艾爾伯特·維克斯金援，公司董事長同樣由維克斯擔任，目前公司的藍色牌匾仍在倫敦的哈頓花園懸掛。
馬克沁公司隨後與市場競爭對手，瑞典製造諾典飛爾德速射砲的廠商成立馬克沁諾典飛爾德械彈公司，這間公司最終仍被維克斯的母企業維克斯公司給收購，維克斯再以馬克沁的設計改良出維克斯機槍銷售給其他消費者。

### 實戰（1884年—1918年）
馬克沁機槍公佈後一時間各國並未接受這種新武器，但是一些探險家為了其考量開始購入這種新武器作為防衛之用，比較有名的案例是由亨利·莫頓·史丹利爵士於1886-1889年間率領的艾敏帕夏援救探險隊；但原先的採購用意並非為了作戰用途，僅是作為宣傳居多，但機槍在任務過程中曾多次使用，尤其從中非撤退過程期間較為頻繁。盧吉當時攜帶了部分原型槍回到烏干達，對於在當地建立據點具有正面助益；第一個採用馬克沁的軍方單位為1889年新加坡志願軍的採購，隨後這款武器才逐漸在英軍內開始配發。第一批馬克沁機槍是在1888年10月由英國陸軍司令嘉內德爵士促成採購，該批訂單計120挺，使用子彈與馬提尼-亨利步槍共通的.577/450彈藥。
馬克沁真正開始成名的時間為1893年–1894年，馬克沁機槍在羅得西亞的第一次馬塔貝勒戰爭中英軍以50人的軍隊操作四挺馬克沁機槍击退了5000祖魯人的进攻，在開闊地形機槍火網足以瓦解步兵衝鋒的意志，致使敵方無法瓦解數量居劣的英軍，讓英軍在海外殖民時有著可靠的火力後盾；馬克沁的強大威力讓馬克沁爵士成名，英國詩人兼愛國主義者海萊爾·貝洛克曾說：
|  | 不管發生什麼，我們都有馬克沁機槍，而他們沒有。(Whatever happens, we have got the Maxim Gun, and they have not.) |

在1898年的恩圖曼戰役中，英軍也以機槍的優勢造成大量蘇丹騎兵的慘重傷亡。1900年，英軍將機槍配予山東威海衛華勇營，於八國聯軍天津及北京戰役中取得彪炳戰績。
在1904年爆發的日俄戰爭中，俄羅斯帝國陸軍配備的馬克沁機槍只有1899年採購的58挺，在戰敗前增購了450挺，雖然數量不大，但是在防衛旅順的作戰中配合由鐵絲網與壕溝精心設計的陣地，成為日本陸軍的屠殺絞肉機；日軍雖然在1895年曾採購少量馬克沁機槍，但是在權衡步兵攜帶能力後轉向採購法國研發的哈齊開斯機槍，且數量也乏善可陳，該戰役傷亡中有近半是由於馬克沁機槍造成；早期馬克沁機槍較嚴重的問題，是火藥硝煙讓機槍佈放地點極易遭到察覺，但是在馬克沁的兄長化學家哈德遜·馬克沁開發出配合馬克沁機槍的無煙火藥後，馬克沁機槍的戰術價值得到飛躍性的改善，改進型在第一次世界大战的索姆河战役中得到應用。

## 設計
馬克沁機槍的主要特點有：
- 彈鏈供彈
- 水冷槍管

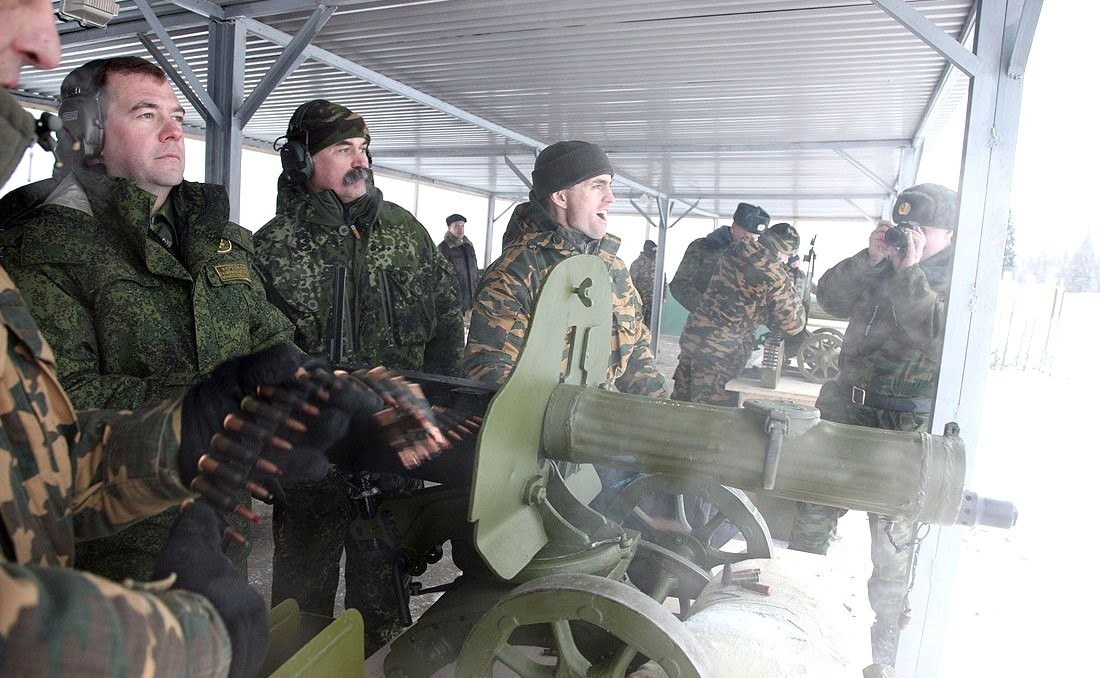
2010年时任俄罗斯总统梅德韦杰夫試射老式马克沁機槍

- 利用火藥氣體的後座力，不需要額外力量便能實現全自動發射過程（包括開鎖、退殼、送彈、閉鎖和再次擊發）
- 利用肘狀機構

## 使用國
- 阿尔巴尼亚
- 阿根廷
- 比利时
- 保加利亞王國
- 加拿大
- 大清帝国
- 中華民國
- 中华人民共和国
- 德爾維希國
- 芬兰
- 法國
- 德意志帝國
- 納粹德國
- 伊朗
- 義大利王國
- 大日本帝国
- 大韓帝國
- 黑山王国
- 奥斯曼帝国
- 巴拉圭
- 菲律賓
- 波蘭
- 葡萄牙
- 罗马尼亚王国
- 俄罗斯帝国
- 塞尔维亚王国
- 苏联
- 西班牙
- 英国
- 美国

## 著名馬克沁式設計機槍
- 英国—維克斯機槍
- 德國—MG08重機槍
- 俄羅斯帝國—馬克沁M1910重機槍
- 中華民國—二四式重機槍
- 芬兰—馬克沁M/32-33重機槍

## 延伸閱讀
- Anon, Vickers, Sons and Maxim Limited: Their Works and Manufactures. (Reprinted from 'Engineering') London (1898). It gives plates showing the mechanism of the Vickers Maxim gun and numerous plates showing the variety of mounts available at the end of the 19th century. It also includes numerous plates of the factories in which they were made.
- Callwell, Colonel C.E. . London: Greenhill Books. 1990. ISBN 1-85367-071-5. This is a reprint of the 1906 version.
- Chivers, C. J. . Simon & Schuster. 2010. ISBN 978-0-7432-7076-2. (See chapter 3: "Hiram Maxim Changes War")
- Ferguson, Niall. . Penguin Books. 2004. ISBN 0-14-100754-0.
- Goldsmith, Dolf F. . Collector Grade Publications, Toronto. 1989. ISBN 0-88935-056-6.
- McCallum, Iain. . London: Chatham Publishing. 1999. ISBN 1-86176-096-5.
- Ellis, John. . London: Pimlico. 1976.

## 外部連結
- Handbook of the Maxim Automatic Machine Gun, caliber .30, model of 1904, with pack outfits and accessories. US War Department, July 1916 （页面存档备份，存于）